# Jeune femme en buste
Dona jove en un retrat (Jeune femme en buste en francès) és una obra de Guérin (1812) exposada al Louvre. Es tracta del retrat d'una dona que duu una bufanda blanca.